# Noferhotepesz (királyné)
Noferhotepesz (nfr ḥtp-s, „Az ő békéje/elégedettsége/kegyelme gyönyörű”) ókori egyiptomi királyné az V. dinasztia idején. A dinasztia első uralkodójának, Uszerkafnak a felesége, és az őt követő Szahuré fáraó anyja. Valószínűleg egy másik gyermeke volt Szahuré felesége, Meritnebti. Noferhotepesz címei: Felső- és Alsó-Egyiptom királyának anyja és az isten leánya.
Neve már rég ismert volt egy Perszen nevű hivatalnok sírjából, ahol említik. Perszen sírja nincs messze Uszerkaf piramisától, ezért több feltételezés is született Noferhotepesz személyazonosságáról és a királyhoz fűződő kapcsolatáról, 2005-ben azonban számos domborművet találtak Szahuré piramisa közelében, ezeken Noferhotepeszt Szahuré anyjaként említik, így valószínűleg Uszerkaf felesége volt. Szahuré uralkodása alatt még élt, így úgy tűnik, nem azonos a IV. dinasztia idején élt Noferhotepesz hercegnővel, ahogy azt korábban feltételezték.
Noferhotepeszt valószínűleg Uszerkaf piramisa mellett temették el egy kisebb piramisba.